# Laosz a 2016. évi nyári olimpiai játékokon
Laosz a brazíliai Rio de Janeiróban megrendezett 2016. évi nyári olimpiai játékok egyik részt vevő nemzete volt. Az országot az olimpián 4 sportágban 6 sportoló képviselte, akik érmet nem szereztek.

## Atlétika
Férfi
| Versenyző      | Versenyszám | Előfutam | Előfutam | Előfutam | Elődöntő | Elődöntő | Elődöntő | Döntő   | Döntő    |
| Versenyző      | Versenyszám | Idő      | Hely.    | Össz.    | Idő      | Hely.    | Össz.    | Idő     | Helyezés |
| -------------- | ----------- | -------- | -------- | -------- | -------- | -------- | -------- | ------- | -------- |
| Xaysa Anousone | 110 m gát   | 14,40    | 7.       | 39.      | kiesett  | kiesett  | kiesett  | kiesett | kiesett  |

Női
| Versenyző           | Versenyszám | Selejtező | Selejtező | Selejtező | Előfutam | Előfutam | Előfutam | Elődöntő | Elődöntő | Elődöntő | Döntő   | Döntő    |
| Versenyző           | Versenyszám | Idő       | Hely.     | Össz.     | Idő      | Hely.    | Össz.    | Idő      | Hely.    | Össz.    | Idő     | Helyezés |
| ------------------- | ----------- | --------- | --------- | --------- | -------- | -------- | -------- | -------- | -------- | -------- | ------- | -------- |
| Laenly Phoutthavong | 100 m       | 12,82     | 7.        | 16.       | kiesett  | kiesett  | kiesett  | kiesett  | kiesett  | kiesett  | kiesett | kiesett  |

## Cselgáncs
Férfi
| Versenyző            | Versenyszám | Selejtező                           | 32-es főtábla     | Nyolcaddöntő      | Negyeddöntő       | Elődöntő          | Vigaszág elődöntő | Bronz- mérkőzés   | Döntő             | Helyezés |
| Versenyző            | Versenyszám | Ellenfél Eredmény                   | Ellenfél Eredmény | Ellenfél Eredmény | Ellenfél Eredmény | Ellenfél Eredmény | Ellenfél Eredmény | Ellenfél Eredmény | Ellenfél Eredmény | Helyezés |
| -------------------- | ----------- | ----------------------------------- | ----------------- | ----------------- | ----------------- | ----------------- | ----------------- | ----------------- | ----------------- | -------- |
| Soukphaxay Sithisane | Légsúly     | Tsai Ming-Yen (TPE) · 000(2)–111(0) | kiesett           | kiesett           | kiesett           | kiesett           |                   |                   |                   | 33.      |

## Kerékpározás

### Országúti kerékpározás
Férfi
| Versenyző         | Versenyszám   | Idő           | Helyezés      |
| ----------------- | ------------- | ------------- | ------------- |
| Ariya Phounsavath | Mezőnyverseny | nem ért célba | nem ért célba |

## Úszás
Férfi
| Versenyző           | Versenyszám | Előfutam | Előfutam | Előfutam | Elődöntő | Elődöntő | Elődöntő | Döntő   | Döntő    |
| Versenyző           | Versenyszám | Idő      | Hely.    | Össz.    | Idő      | Hely.    | Össz.    | Idő     | Helyezés |
| ------------------- | ----------- | -------- | -------- | -------- | -------- | -------- | -------- | ------- | -------- |
| Santisouk Inthavong | 50 m gyors  | 26,54    | 2.       | 69.      | kiesett  | kiesett  | kiesett  | kiesett | kiesett  |

Női
| Versenyző            | Versenyszám | Előfutam | Előfutam | Előfutam | Elődöntő | Elődöntő | Elődöntő | Döntő   | Döntő    |
| Versenyző            | Versenyszám | Idő      | Hely.    | Össz.    | Idő      | Hely.    | Össz.    | Idő     | Helyezés |
| -------------------- | ----------- | -------- | -------- | -------- | -------- | -------- | -------- | ------- | -------- |
| Siri Arun Budcharern | 50 m gyors  | 32,55    | 5.       | 76.      | kiesett  | kiesett  | kiesett  | kiesett | kiesett  |